# Балка Домузгла
Балка Домузгла — ботанічний заказник місцевого значення. Об'єкт розташований на території Приазовського району Запорізької області, село Добрівка.
Площа — 5 га, статус отриманий у 1980 році.
Статус надано з метою збереження місць зростання лікарських рослин. Охороняється цілинна ділянка, де зростають деревій, чебрець, шипшина.